# Pierre Engvall
Pierre Ove Tommy Engvall, född 31 maj 1996 i Ljungby, är en svensk professionell ishockeyspelare som spelar för New York Islanders i NHL. I Sverige har han spelat för HV71, Mora IK, IK Oskarshamn, Frölunda HC och IF Troja-Ljungby. Han vann guld i VM för U-17 landslag 2013 och var med och vann 2018 års Calder Cup när han spelade för Toronto Marlies.
Engvall valdes av Toronto Maple Leafs i den sjunde omgången som 188:e spelare totalt i NHL Entry Draft 2014.

## Spelarkarriär
Efter att ha avancerat med Mora IK till SHL skrev Engvall den 12 april 2017 ett tryout-kontrakt (ATO) med Toronto Marlies i AHL. Han spelade en slutspelsmatch innan han valde att återvända till spel i Sverige, då för HV71 i SHL. Efter en skadedrabbad säsong då han trots det gjort 20 poäng på 31 matcher med HV71 spelade han åter för Toronto Marlies under slutet av grundserien och slutspelet. Han gjorde 8 poäng på 20 matcher när Marlies blev 2018 års vinnare av Calder Cup. 
18 maj 2018 skrev Engvall på ett tvåårigt kontrakt med Maple Leafs och gjorde sin NHL-debut 19 november 2019, i en match mot Vegas Golden Knights. Han gjorde sitt första mål i NHL-karriären redan nästa match då han oassisterad och i numerärt underläge gjorde mål på Arizona Coyotes Darcy Kuemper.
Den 12 februari 2020 skrev Engvall på ett tvåårigt kontrakt med Maple Leafs, värt 1,25 miljoner dollar årligen.

## Statistik

### Klubbkarriär

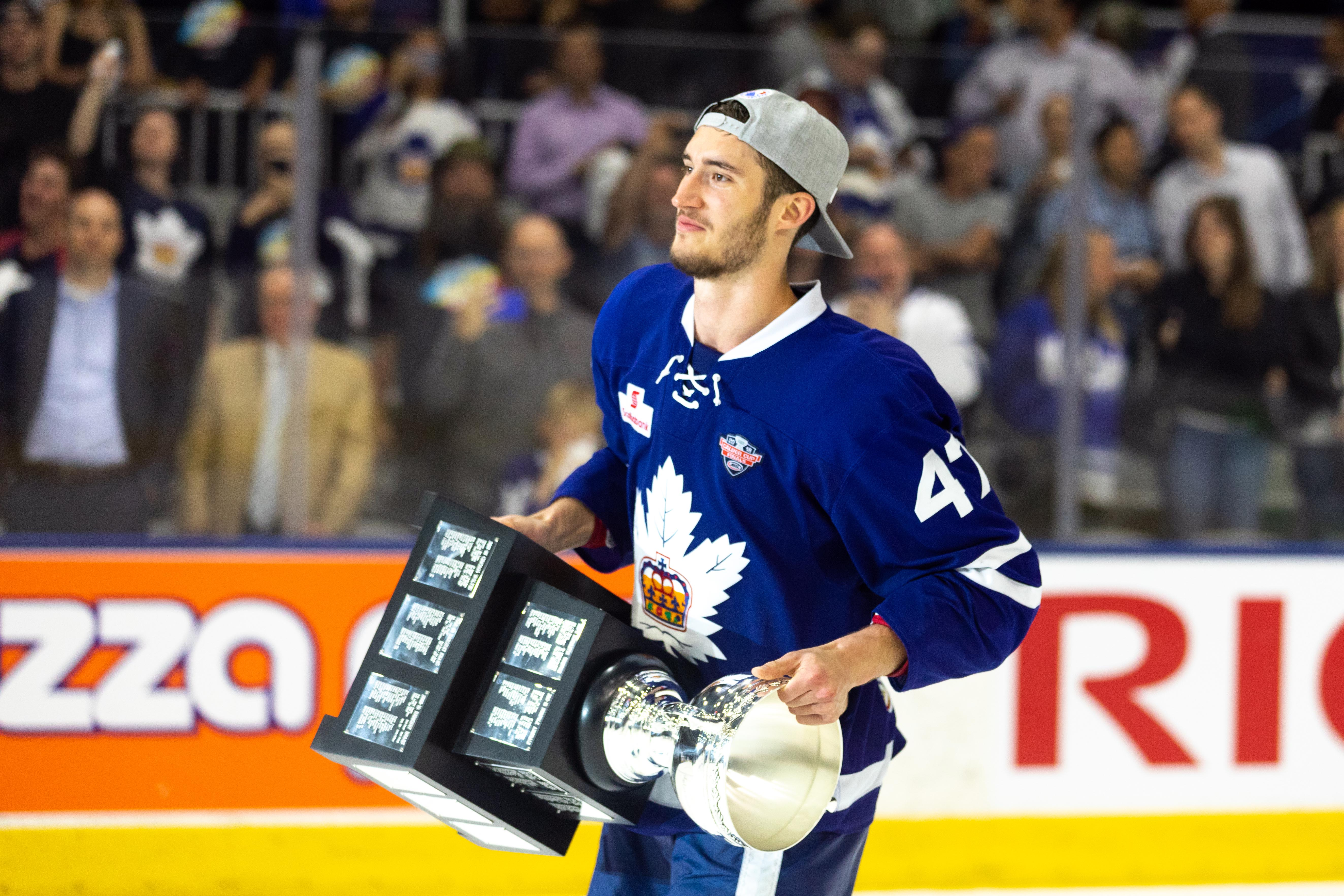
Pierre Engvall med Calder Cup 2018

| 2012–13    | Frölunda HC         | J20        | 4  | 2  | 0  | 2  | 0  | —  | — | — | —  | —  |
| 2013–14    | Frölunda HC         | J20        | 39 | 17 | 18 | 35 | 42 | 3  | 0 | 1 | 1  | 0  |
| 2013–14    | IF Troja/Ljungby    | Allsv      | 1  | 0  | 0  | 0  | 0  | —  | — | — | —  | —  |
| 2014–15    | Frölunda HC         | J20        | 38 | 17 | 34 | 51 | 50 | 8  | 5 | 1 | 6  | 10 |
| 2014–15    | Frölunda HC         | SHL        | 2  | 0  | 0  | 0  | 0  | —  | — | — | —  | —  |
| 2014–15    | IK Oskarshamn       | Allsv      | 10 | 0  | 0  | 0  | 0  | —  | — | — | —  | —  |
| 2015–16    | Mora IK             | Allsv      | 50 | 12 | 12 | 24 | 12 | 5  | 1 | 0 | 1  | 2  |
| 2016–17    | Mora IK             | Allsv      | 50 | 21 | 19 | 40 | 20 | 9  | 5 | 5 | 10 | 6  |
| 2016–17    | Toronto Marlies     | AHL        | —  | —  | —  | —  | —  | 1  | 0 | 0 | 0  | 0  |
| 2017–18    | HV71                | SHL        | 31 | 7  | 13 | 20 | 12 | 2  | 1 | 0 | 1  | 0  |
| 2017–18    | Toronto Marlies     | AHL        | 9  | 4  | 4  | 8  | 2  | 20 | 3 | 5 | 8  | 4  |
| 2018–19    | Toronto Marlies     | AHL        | 70 | 19 | 13 | 32 | 57 | 13 | 1 | 6 | 7  | 2  |
| 2019–20    | Toronto Marlies     | AHL        | 15 | 7  | 9  | 16 | 6  | —  | — | — | —  | —  |
| 2019–20    | Toronto Maple Leafs | NHL        | 48 | 8  | 7  | 15 | 6  | 4  | 0 | 0 | 0  | 0  |
| SHL totalt | SHL totalt          | SHL totalt | 33 | 7  | 13 | 20 | 12 | 2  | 1 | 0 | 1  | 0  |
| NHL totalt | NHL totalt          | NHL totalt | 48 | 8  | 7  | 15 | 6  | 4  | 0 | 0 | 0  | 0  |

### Internationellt
| År            | Lag           | Turnering     |               | Matcher | Mål | Assists | Poäng | Utv. |
| ------------- | ------------- | ------------- | ------------- | ------- | --- | ------- | ----- | ---- |
| 2013          | Sverige       | U17           | 6             | 2       | 1   | 3       | 2     |      |
| Junior totalt | Junior totalt | Junior totalt | Junior totalt | 6       | 2   | 1       | 3     | 2    |